# Orusco de Tajuña
Orusco de Tajuña est une commune de la communauté de Madrid, en Espagne.